# Stajki (rejon miorski)
Stajki (biał. Стайкі; ros. Стайки) – wieś na Białorusi, w obwodzie witebskim, w rejonie miorskim, w sielsowiecie Powiacie.

## Historia
W czasach zaborów w gminie Druja, w powiecie dzisieńskim, w guberni wileńskiej Imperium Rosyjskiego. Pod koniec XIX wieku należała do Eugeniusza Miłosza.
W latach 1921–1945 kolonia leżała w Polsce, w województwie wileńskim, w powiecie dziśnieńskim, od 1926 w powiecie brasławskim, w gminie Druja.
Według Powszechnego Spisu Ludności z 1921 roku zamieszkiwały tu 132 osoby, 74 były wyznania rzymskokatolickiego, 43 prawosławnego a 15 staroobrzędowego. Jednocześnie wszyscy mieszkańcy zadeklarowali polską przynależność narodową. Było tu 21 budynków mieszkalnych. W 1931 w 23 domach zamieszkiwało 126 osób.
Wierni należeli do parafii rzymskokatolickiej i prawosławnej w Drui. Miejscowość podlegała pod Sąd Grodzki w Drui i Okręgowy w Wilnie; właściwy urząd pocztowy mieścił się w Drui.
W wyniku napaści ZSRR na Polskę we wrześniu 1939 miejscowość znalazła się pod okupacją sowiecką. 2 listopada została włączona do Białoruskiej SRR. Od czerwca 1941 roku pod okupacją niemiecką. W 1944 miejscowość została ponownie zajęta przez wojska sowieckie i włączona do Białoruskiej SRR.
Od 1991 w składzie niepodległej Białorusi.